# Ophionema hexactis
Ophionema hexactis är en ormstjärneart som beskrevs av Ole Theodor Jensen Mortensen 1940. Ophionema hexactis ingår i släktet Ophionema och familjen trådormstjärnor. Inga underarter finns listade i Catalogue of Life.